# Incidente del Douglas DC-2 di Australian National Airways del 1938
L'incidente del Douglas DC-2 di Australian National Airways del 1938 avvenne il 25 ottobre di quell'anno, quando il Douglas DC-2 saprannominato Kyeema, numero di coda VH-UYC, che operava da Adelaide a Melbourne, iniziò l'avvicinamento finale all'aeroporto di Essendon attraverso una fitta nebbia e si schiantò contro le pendici occidentali del Monte Dandenong , noto anche come Monte Corhanwarrabul, uccidendo all'istante tutti i 18 a bordo.

## Riepilogo dell'incidente
Il volo è decollato da Adelaide alle 11:22. Quando è entrato nell'area intorno a Melbourne, si è imbattuto in uno spesso strato di nuvole, che si estendeva da 1.500 a 400 piedi (da 460 a 120 m) e rendeva difficile la navigazione dei punti di riferimento. Di conseguenza, l'equipaggio di volo identificò erroneamente Sunbury come Daylesford attraverso un varco tra le nuvole, portandoli a credere che si trovassero 30 chilometri (19 miglia) indietro rispetto al punto in cui si trovavano effettivamente sul loro piano di volo.
Se l'equipaggio di volo avesse confrontato la velocità al suolo con i punti di riferimento precedenti, probabilmente si sarebbe reso conto che non erano dove pensavano di essere. Invece, hanno superato Essendon e, incapaci di vedere attraverso la fitta nebbia, si sono schiantati contro il Monte Dandenong a poche centinaia di metri dalla vetta.
Quello che è successo esattamente negli ultimi minuti prima dell'incidente è controverso. Si sostiene che i piloti potrebbero aver visto la montagna arrivare e aver cercato di allontanare l'aereo, peggiorando inavvertitamente la situazione spostandosi da una traiettoria di volo attraverso uno spazio tra due picchi a un percorso direttamente in uno di essi.
Ci sono anche prove evidenti che i piloti stavano diventando insicuri della loro posizione. Secondo il libro di Macarthur Job, Disaster in the Dandenongs, l'operatore radio aveva chiesto al controllore di Essendon di fornire loro un rilevamento radio. Essendon aveva riconosciuto e aveva detto loro di lasciare acceso il trasmettitore, ma il segnale si era interrotto e non era stato stabilito alcun ulteriore contatto. Si pensa che quello sia stato il momento in cui Kyeema ha colpito la montagna.

## Passeggeri ed equipaggio
A bordo del DC-2 c'erano 18 persone: 14 passeggeri, il capitano, il primo ufficiale, una hostess e un pilota cadetto che gestiva la radio durante il volo.
Tra i passeggeri c'era il membro del Parlamento australiano, Charles Hawker.

## Conseguenze

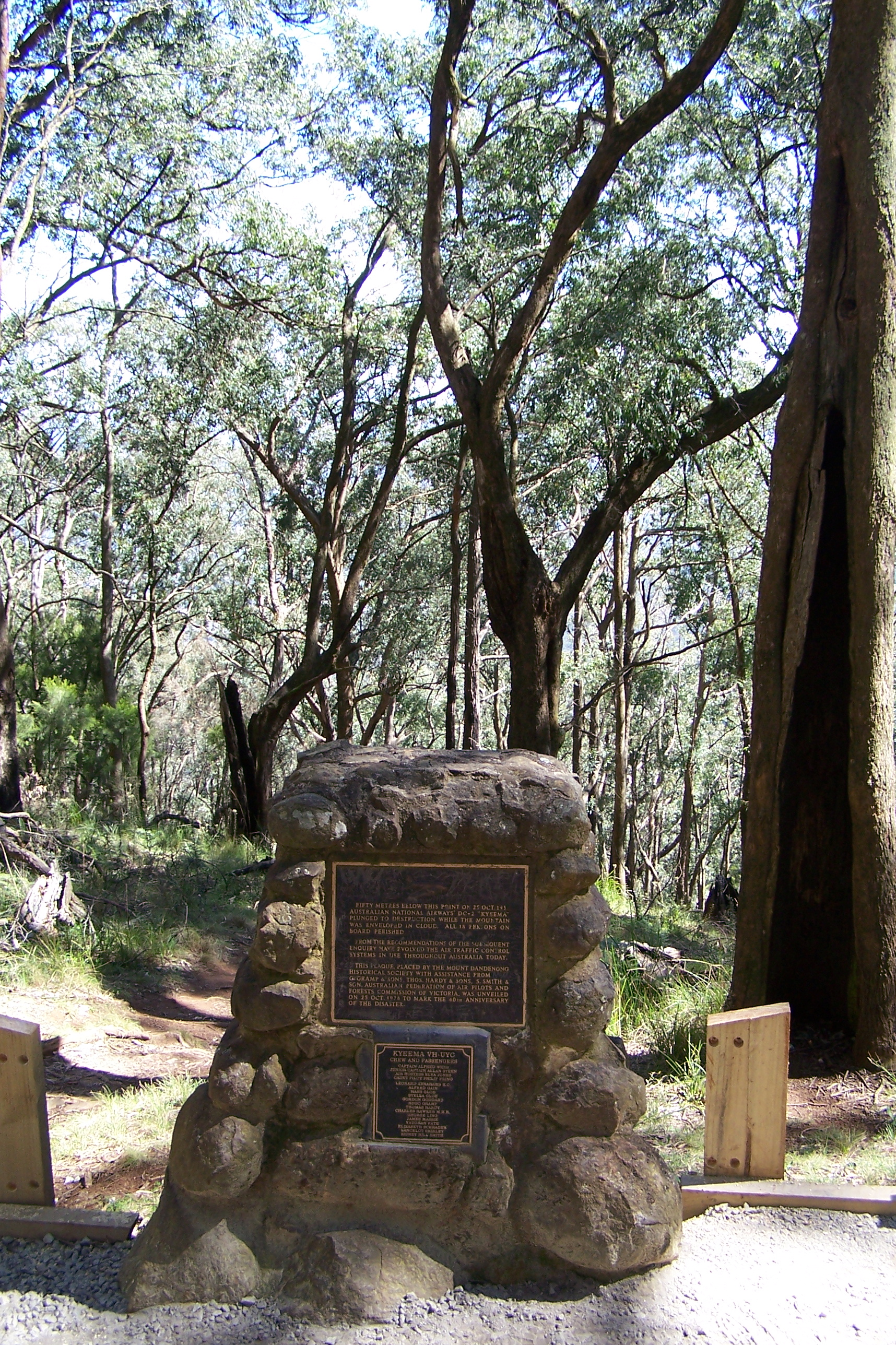
Il tumulo commemorativo appena sopra il luogo dell'incidente.

Su richiesta del pubblico fu istituita una commissione reale sulle cause del disastro e il governo federale australiano nominò un comitato investigativo sugli incidenti aerei sotto la presidenza del colonnello T. Murdoch DSO, VCE con l'inizio dell'inchiesta pubblica il 30 ottobre 1938. In caso di incidente, furono approvate norme che richiedono agli ufficiali di controllo del volo di monitorare i voli degli aeroplani e fornire consigli su cose come posizione, tempo e opzioni di atterraggio alternative. È stata inoltre consigliata l'implementazione di un sistema di portata radio a 33 MHz per fornire ai piloti informazioni accurate sulla loro rotta. Eric Harrison (ufficiale della RAAF) era membro della corte d'inchiesta sull'incidente del 25 ottobre dell'aereo di linea Douglas DC-2 Kyeema. Il rapporto dell'inchiesta ha individuato il maggiore Melville Langslow, membro finanziario sia del Civil Aviation Board che del RAAF Air Board, per le critiche sulle misure di riduzione dei costi che avevano ritardato le prove dei fari di sicurezza progettati per tali eventualità. Secondo lo storico dell'aeronautica Chris Coulthard-Clark, quando Langslow fu nominato segretario presso il Dipartimento dell'Aria nel novembre dell'anno successivo, fece di tutto per "rendere la vita difficile" a Harrison, causando "amarezza e attrito all'interno del dipartimento" e rendendo necessario che il capo di stato maggiore dell'aeronautica, vice maresciallo dell'aeronautica Stanley Goble, adottasse misure per proteggere l'ispettore della sicurezza dalle ire del nuovo segretario.
Fu solo 40 anni dopo l'incidente che sul luogo dell'incidente venne creato un memoriale in onore del Kyeema e dei suoi diciotto passeggeri.